# Oldřich Tomíček
Oldřich Tomíček (10. října 1891, Praha, Malá Strana – 21. října 1953, Praha) byl český analytický chemik, profesor na Univerzitě Karlově v Praze, kde vedl Ústav analytické chemie Přírodovědecké fakulty UK.

## Život
Narodil se v rodině  lékárníka Františka Tomíčka narozeného v Poniklé (1861–1931) a Růženy, rozené Kramářové. Měl tři děti. Po maturitě na gymnáziu v Truhlářské ulici a po dvouleté praxi v lékárně se zapsal na obor farmacie na Přírodovědecké fakultě UK. Studium ukončil a diplom magistra farmacie získal těsně před vypuknutím první světové války, 21. července 1914.
V průběhu války byl přidělen do vojenské lékárny v Innsbrucku, kde zároveň v letech 1914–1918 studoval na univerzitě a v laboratoři prof. Brunnera se zabýval syntézou indolinových sloučenin. Po ukončení války pokračoval v Praze na UK studiem farmaceutické chemie, získal doktorát (9. července 1920) a stal se asistentem na farmaceutickém ústavu Univerzity Karlovy.
Na stáži v Utrechtu (1923–1924) se seznámil a navázal celoživotní přátelství s Izaakem Mauritsem Kolthoffem, který je považován za otce analytické chemie. Po návratu se habilitoval (1925) pro obor analytické chemie, v roce 1930 se stal mimořádným a 1935 řádným profesorem analytické chemie Přírodovědecké fakulty UK. Od roku 1929 až do své smrti 21. října 1953 byl ředitelem ústavu analytické chemie PřF UK. V akademickém roce 1948/1949 byl děkanem Přírodovědecké fakulty UK.

## Dílo

### Vědecká práce
Oldřich Tomíček byl průkopníkem moderních analytických metod. Zabýval se odměrnou analýzou, zejm. potenciometrickými titracemi, a studiem indikátorů. Je jedním ze zakladatelů odměrné analýzy v nevodných prostředích. Kromě rozvoje metod se snažil i o jejich aplikaci, zejména na farmaceutickou a toxikologicku analýzu.
Je autorem více než 86 původních vědeckých prací, řady knih nejen v češtině, ale i v angličtině a němčině. Web of Science uvádí 28 Tomíčkových prací z let 1946–1956, které mají Hirschův index 12, k 30. 9. 2020 má 309 citací, bez autocitací pak 279.

### Knižní vydání (výběr)
- Potenciometrické titrace (V Praze, Jednota českých matematiků a fysiků, 1941)
- Chemické indikátory (V Praze, Jednota československých matematiků a fyziků, 1946)
- Kvantitativní analysa (V Praze, Ústřední svaz lékárníků, 1947 a Zdravotnické nakladatelství 1950)
- Odměrná analysa (Praha, Čs. chem. společ. pro vědu a průmysl, 1949	Zobrazení exemplářů s možností jejich objednání
- TOMÍČEK, Oldřich. Analytická chemie speciální. 1. díl. 1. vyd. Praha: Státní nakladatelství učebnic, 1951. 162 s.
- TOMÍČEK, Oldřich. Analytická chemie speciální. 2. díl. 1. vyd. Praha: Státní nakladatelství učebnic, 1951. S. 204.

## Zajímavost
Oldřich Tomíček měl pověst neobyčejně laskavého člověka. Jeho nejsilnější výraz, který měl použít při zkoušení studentky, byl podle vzpomínky pamětníka „nechytrá“.